# Maria Kühn

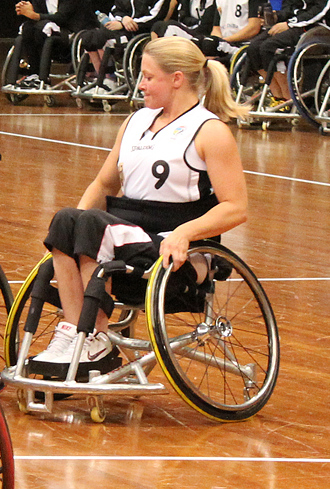
Maria Kühn 2012

Maria Kühn (* 14. Februar 1982 in Dresden, verheiratete Maria Kreß) ist eine deutsche Rollstuhlbasketballspielerin.
Sie kam in Ludwigsburg zum Basketball und wechselte dann zum SV Reha Augsburg, mit dem sie in die Bundesliga aufstieg. 2011 wechselte sie zu den Mainhatten Skywheelers. 2009 wurde Kühn erstmals in die Nationalmannschaft berufen und gewann mit dem deutschen Team in Großbritannien die Europameisterschaft. 2010 wurde sie in Birmingham Vize-Weltmeisterin und 2011 in Israel erneut Europameisterin. Bei den Paralympics 2012 in London gewann Kühn mit der deutschen Mannschaft die Goldmedaille.
Von Bundespräsident Joachim Gauck wurde Kühn 2012 mit dem Silbernen Lorbeerblatt ausgezeichnet.